# Dougie Hall
Douglas William Hugh Hall, detto Dougie (Dingwall, 24 settembre 1980), è un rugbista a 15 scozzese.
Ha indossato la maglia della Nazionale scozzese per la prima volta il 30 agosto 2003 contro il Galles (23-9 per i gallesi).
Attualmente gioca nel club Edinburgh Gunners.

## Statistiche
- Sei Nazioni disputati: 2006
- Presenze in nazionale: 11

## Squadre
- Edinburgh Gunners

## Presenze Coppe Europee
| Stagione | Squadra           | Giocate | Mete | Trasformazioni | Drop | Calci Punizione | C. Giallo | C. Rosso | Punti |
| -------- | ----------------- | ------- | ---- | -------------- | ---- | --------------- | --------- | -------- | ----- |
| 2002-03  | Edinburgh Rugby   | 4(2)    | 0    | 0              | 0    | 0               | 0         | 0        | 0     |
| 2003-04  | Edinburgh Rugby   | 7       | 1    | 0              | 0    | 0               | 0         | 0        | 5     |
| 2004-05  | Edinburgh Rugby   | 4(1)    | 1    | 0              | 0    | 0               | 0         | 0        | 5     |
| 2005-06  | Edinburgh Gunners | 4(1)    | 0    | 0              | 0    | 0               | 0         | 0        | 0     |
| 2006-07  | Edinburgh Gunners | 2       | 0    | 0              | 0    | 0               | 0         | 0        | 0     |
| Totale   |                   | 21(4)   | 2    | 0              | 0    | 0               | 0         | 0        | 10    |